# Cryptops philammus
Cryptops philammus är en mångfotingart som beskrevs av Carl Graf Attems 1928. Cryptops philammus ingår i släktet Cryptops och familjen Cryptopidae.

## Underarter
Arten delas in i följande underarter:
- C. p. philammus
- C. p. gabonensis